# Зоден, Вольфрам фон
Вольфрам фон Зоден (нем. Wolfram von Soden; 19/06/1908, Берлин — 06/10/1996, Мюнстер) — немецкий ассириолог. Выдающийся исследователь аккадских текстов.
Доктор философии (1931), профессор.
Фундаментальный труд «Аккадский словарь» («Akkadisches Handwörterbuch», 1965—1981). Также ему принадлежит «Очерк аккадской грамматики» («Grundriss der akkadischen Grammatik»).

## Биография
Окончил школу в Марбурге (1925).
Учился в университетах Марбурга, Мюнхена, Берлина и Лейпцига.
Ученик Бенно Ландсбергера.
В дек. 1933 года хабилитировался в Геттингене.
С мая 1934 года там же лектор, с отк. 1936 года профессор.
С 1953 года вновь доцент в Геттингене, затем профессор.
В 1961-76 гг. профессор Мюнстерского университета (эмерит).
Член-корреспондент Британской академии (1973).
Член Германского археологического института.